# Syncirsodes straminea
Syncirsodes straminea är en fjärilsart som beskrevs av Butler 1882. Syncirsodes straminea ingår i släktet Syncirsodes och familjen mätare. Inga underarter finns listade i Catalogue of Life.